# Иванченко, Евгений Николаевич
Евге́ний Никола́евич Ива́нченко (8 декабря 1974, Ашхабад) — российский артист балета, премьер Мариинского театра. Заслуженный артист Российской Федерации (2010).

## Биография
Будучи младшим школьником в 1984 году Женя был отобран приехавшим в Ашхабад педагогом Ленинградского хореографического училища им. Вагановой. В 1992 году он окончил Академию Русского балета им. А. Я. Вагановой (класс Валентина Оношко) и был принят в труппу Мариинского театра. Высокий, элегантный, отлично владевший академической танцевальной техникой артист, ещё студентом принимавший участие в спектаклях театра («Фея кукол», например), вскоре был замечен и занят в лирико-драматических партиях как солист. Среди его сценических партнерш:
 Мария Александрова, Мария Аллаш, Диана Вишнёва, Анжелина Воронцова, Софья Гумерова, Нина Капцова, Екатерина Кондаурова, Ульяна Лопаткина, Юлия Махалина, Олеся Новикова, Евгения Образцова, Екатерина Осмолкина, Оксана Скорик, Алина Сомова, Виктория Терёшкина, Рената Шакирова.
 Постоянный балетмейстер-репетитор артиста — Геннадий Селюцкий. С 2008 года Иванченко является премьером балетной труппы.
Гастролировал в Великобританию, Германию, Голландию, Грецию, Италию, Канаду, Китай, Норвегию, США, Южную Корею, а также по странам ближнего зарубежья: в Азербайджан, Казахстан, Киргизию, Узбекистан, Украину.

Премьер, несомненно, заслужил медаль «За усердие» — сегодня он наиболее полезный танцовщик труппы, с равной заинтересованностью выходящий в партиях принцев, знатных особ и простолюдинов. Господин Иванченко, начавший 22-й сезон театральной службы, последнее десятилетие демонстрирует похвальные качества преотличного партнера. Ни на одной поддержке не дрогнет его рука, балерина не сойдет с оси, сделает задуманное количество оборотов, а господин Иванченко, незаметно «подкрутив» партнершу, добавит к общему числу ещё пару-тройку туров.
— Ольга Федорченко, «Коммерсантъ С-Петербург», №180, 2014

За последние двадцать лет Евгений Иванченко стал воплощением ленинградского идеала принца. Его благородство абсолютно естественно, его внимание и включенность в роль кажутся запрограммированными манерами, он словно так и живёт этими балетными — и человеческими — надёжными правилами и словами. И при этом в нём много мягкости.
— Алексей Лепорк, «Рыцари танца», 2015
В 2015 году — участник проекта «Рыцари танца» вместе с Игорем Колбом и Данилой Корсунцевым.
В 2016 году выступил на XXIX Международном фестивале классического балета имени Рудольфа Нуреева в Казани и Первом Международном Дальневосточном фестивале «Мариинский». В 2017 году — на Собиновском фестивале и XVII Фестивале классического балета им. Аллы Шелест в Самаре.
В 2018 году принял участие в «Dance. Dance. Dance» на сцене Александринского театра — танцевальном проекте современной хореографии: «Постановка Эмиля Фаски «Холодное и горячее» — дуэт Евгения Иванченко с примой Мариинского балета Оксаной Скорик — это балет-загадка, где лавина самых разных чувств и эмоций превращается в гипнотическую пластическую фантазию».

…он необычайно хладнокровен на сцене, знаете, как это подкупает? Он и в зале сдержан, даже тогда, когда возникают какие-то споры, совершенно невозмутим. В жизни такой же. Поэтому с ним так приятно танцевать – у него никогда не дрожат руки, на сцене держит себя размеренно и тихо, но при этом, когда отдаёшь ему какую-то эмоцию, взгляд, он всегда на них отвечает, смотрит в глаза…
— Оксана Скорик, «Beatrice Magazine», 2018

### Партнёрство с Волочковой
Знакомый с А. Волочковой ещё по Мариинке, ввиду своих физических данных Евгений регулярно танцевал с Анастасией в спектаклях Большого в течение двух лет с начала 2000-х (лишь один раз на роль Базиля в «Дон-Кихоте» его подменил датчанин Кеннет Грив). У пары были и зарубежные гастроли. На балетных форумах и в печати всё чаще раздавались голоса, что балерина «затанцевала» Иванченко. В сентябре 2003 года в момент активного противостояния Волочковой с Дирекцией Большого театра об этом написала и мировая пресса:

Большую часть последних нескольких лет она танцевала с Евгением Иванченко, но он внезапно исчез из поля зрения после того, как в конце августа они дважды исполнили «Жизель» в Греции. Ссылаясь на травму, он разорвал свои связи с Большим.
— Peter Baker, «The Washington Post», сентябрь 2003
Перед началом сезона 2003/2004 Генеральным директором Анатолием Иксановым было объявлено об уходе Иванченко из Большого. Позже в интервью «Российской газете» артист подтвердил факт подачи такого заявления.
 Тем не менее их партнёрство продолжалось ещё несколько лет, уже вне стен Большого.

## Репертуар
- «Аполлон» И. Стравинского — хор. Джорджа Баланчина — Аполлон
- «Бахчисарайский фонтан» Б. Асафьева — хор. Ростислава Захарова — Вацлав
- «Баядерка» Л. Минкуса — хор. Мариуса Петипа, редакция Владимира Пономарёва и Вахтанга Чабукиани — Солор
- «Весна священная» И. Стравинского— хор. Евгения Панфилова — Избранник
- «В ночи» Ф. Шопена — хор. Джерома Роббинса
- «Дон Кихот» Л. Минкуса — хор. Александра Горского по мотивам спектакля Мариуса Петипа — Базиль, Эспада
- «Драгоценности» («Бриллианты») — хор. Джорджа Баланчина
- «Жар-птица» И. Стравинского — хор. Михаила Фокина — Иван-Царевич
- «Жизель» А. Адана — хор. Жана Коралли, Жюля Перро, Мариуса Петипа — Альберт, классический дуэт
- «Кармен-сюита» Ж. Бизе — Р. Щедрина — хор. Альберто Алонсо — Тореро
- «Корсар» — постановка Петра Гусева на основе композиции и хор. Мариуса Петипа — Конрад
- «Лебединое озеро» П. Чайковского — хор. Мариуса Петипа и Льва Иванова, редакция Константина Сергеева — Принц Зигфрид
- «Легенда о любви» А. Меликова — хор. Юрия Григоровича — Ферхад
- «Лифт» на музыку Франца Шуберта «Холодное и горячее» — хор. Эмиля Фаски — Он
- «Манон» Ж. Массне — хор. Кеннета Макмиллана — Де Грие
- «Пахита» Э. Дельдевеза — хор. Мариуса Петипа — Grand pas
- «Раймонда» А. Глазунова – хор. Мариуса Петипа, редакция Константина Сергеева — Жан де Бриен, Grand pas
- «Ромео и Джульетта» С. Прокофьева — хор. Леонида Лавровского — Ромео
- «Серенада» П. Чайковского — хор. Джорджа Баланчина
- «Симфония до мажор» Ж. Бизе — хор. Джорджа Баланчина — II. Adagio
- «Спящая красавица» П. Чайковского — хор. Мариуса Петипа, редакция Константина Сергеева — Принц Дезире
- «Тема с вариациями» П. Чайковского — хор. Джорджа Баланчина
- «Фортепианный концерт №2» (Ballet Imperial) П. Чайковского — хор. Джорджа Баланчина
- «Щелкунчик» П. Чайковского — хор. Василия Вайнонена — Принц
- «Шехеразада» Н. Римского-Корсакова — хор. Михаила Фокина — Раб Зобеиды
- «Шопениана» на музыку Ф. Шопена Ноктюрн, Мазурка, Седьмой вальс, Первый вальс — хор. Михаила Фокина
- «Шотландская симфония» Ф. Мендельсона — хор. Джорджа Баланчина

## Звания и награды
- 2010 — Заслуженный артист Российской Федерации — «За заслуги в области искусства»[28].